# Alberto Ginastera
Alberto Evaristo Ginastera (Buenos Aires, 11 d'abril de 1916 - Ginebra, 25 de juny de 1983) va ser un compositor de música clàssica argentí. Fill de pare català i mare italiana, és considerat un dels compositors llatinoamericans més importants.

## Biografia
Alberto Ginastera va néixer l'11 d'abril de 1916 a Buenos Aires, Argentina, com el petit de dos fills. El seu pare, també Alberto Ginastera, era d'ascendència catalana, i la seva mare, Luisa Bossi, era italiana. No hi havia antecedents musicals previs a la família Ginastera. Va entrar al conservatori Williams de Buenos Aires el 1928, fins que es gradua el 1935 amb medalla d'or en composició. Després va passar al Conservatori Nacional d'Argentina. Un conjunt de fragments del ballet Panambí es van interpretar l'any 1937 en un concert dirigit per un dels principals directors de l'Argentina, aquest ballet va guanyar el Premi Nacional d'Argentina tres anys més tard.
El 1943 va estrenar el ballet Estancia. Gràcies a una beca de la Guggenheim Foundation va viatjar als Estats Units entre 1945 i 1947, on va estudiar amb Aaron Copland a Tanglewood, torna a la seva ciutat natal i funda al costat d'altres compositors la Lliga de compositors de l'Argentina. Treballa com docent, tenint entre els seus alumnes alguns que més tard serien coneguts com a Antonio d'Almeida. Més tard es trasllada als EUA el 1968 i a Europa el 1970. Mor a Ginebra.
Entre les seves obres trobem òperes (Don Rodrigo (1964), Bomarzo (1967), censurada per «obscena», i Beatrix Cenci (1971), concerts (dos per a piano, dos per a violoncel, un per a violí i un per a arpa), altres peces orquestrals, música per a ballets, entre d'altres, Panambí (1940) i Estancia (1941), música de cambra i un gran nombre de peces per a piano.
Va compartir amb Manuel Mujica Láinez el Premi Pulitzer que es va conferir a l'òpera Bomarzo.
El Lincoln Center de Nova York va ser inaugurat amb una òpera seva.
Ginastera va ser conegut fora del cercle de músics de la música clàssica, quan el grup de rock Emerson Lake and Palmer va adaptar el quart moviment del seu primer concert per a piano i el va gravar al seu popular àlbum Brain Salad Surgery, amb el nom de Toccata.